# Data (representation)
För andra betydelser, se Data.
Data (plural) kallas den tekniska representationen av information som lagras i filer på en dator. I filerna ligger informationen som en lång sekvens av bitar, vanligen organiserad i grupper (en. pattern) om åtta bitar (en byte). Det går vanligen inte att utläsa från bara bitsekvenserna vilken information som är lagrad i en fil. Denna måste åter uttolkas i sin kontext, vanligen samma kontext som genererat dem. Data i en textfil måste tolkas som text för att informationen som lagrats åter ska framkomma. Samma data tolkade som till exempel en bild eller som musik blir vanligen till rent nonsens, liksom tvärt om.
Även om det (vanligen) är något slags information som lagras i datafiler avser orden data och information olika saker i teknisk mening. Data måste tolkas för att bli till information. I vardagligt bruk används dock ordet data även synonymt med information och i flera andra betydelser.
I datorsammanhang skiljer man även mellan program och data fast dessa lagras på samma sätt. Data är i denna mening det som programmen både använder och producerar medan programfilerna då inte uppfattas som data.